# Teucholabis (Teucholabis) cuneiformis
Teucholabis (Teucholabis) cuneiformis is een tweevleugelige uit de familie steltmuggen (Limoniidae). De soort komt voor in het Neotropisch gebied.